# St. Pankratius (Engelsdorf)

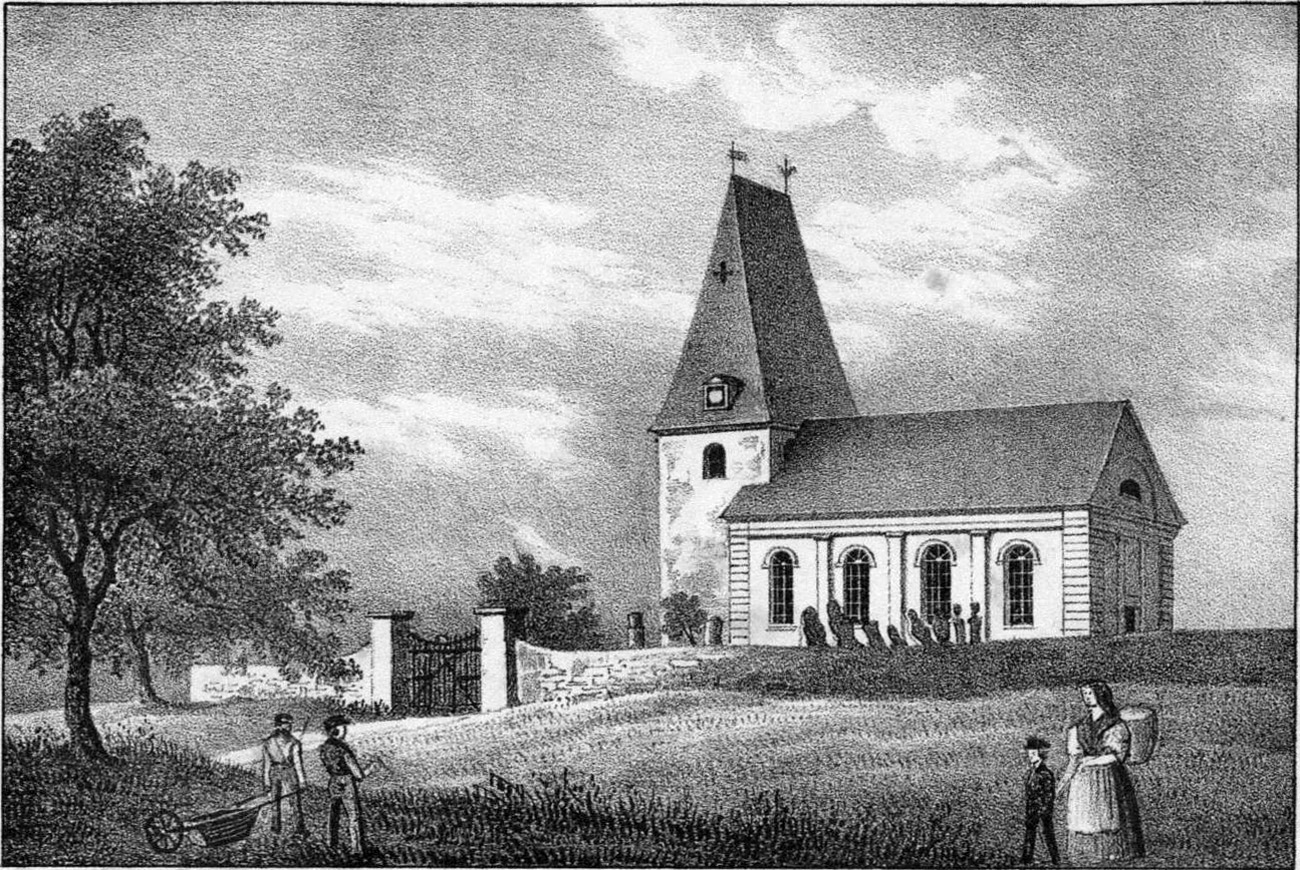
Kirche zu Engelsdorf um 1844

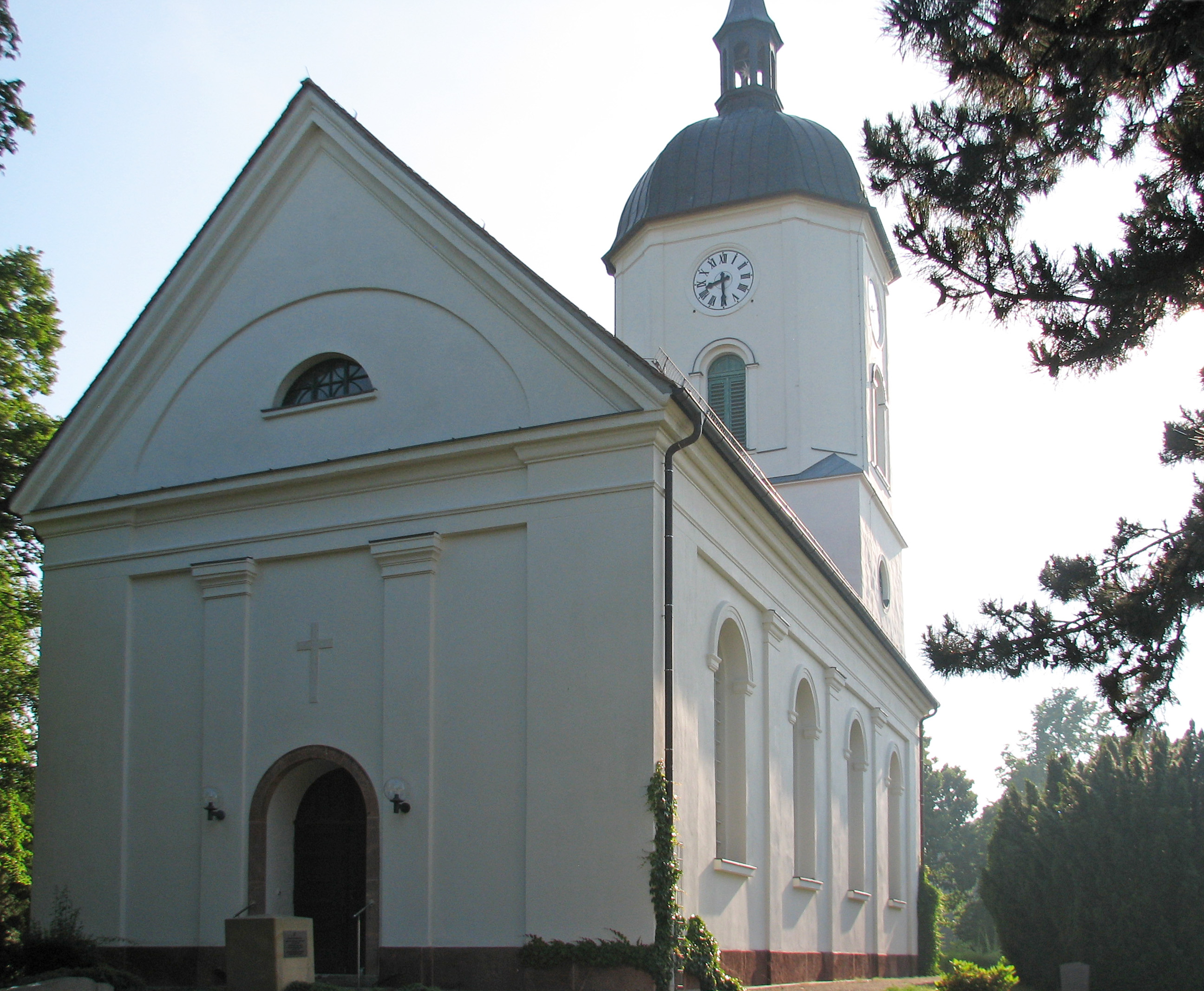
Westseite der Kirche

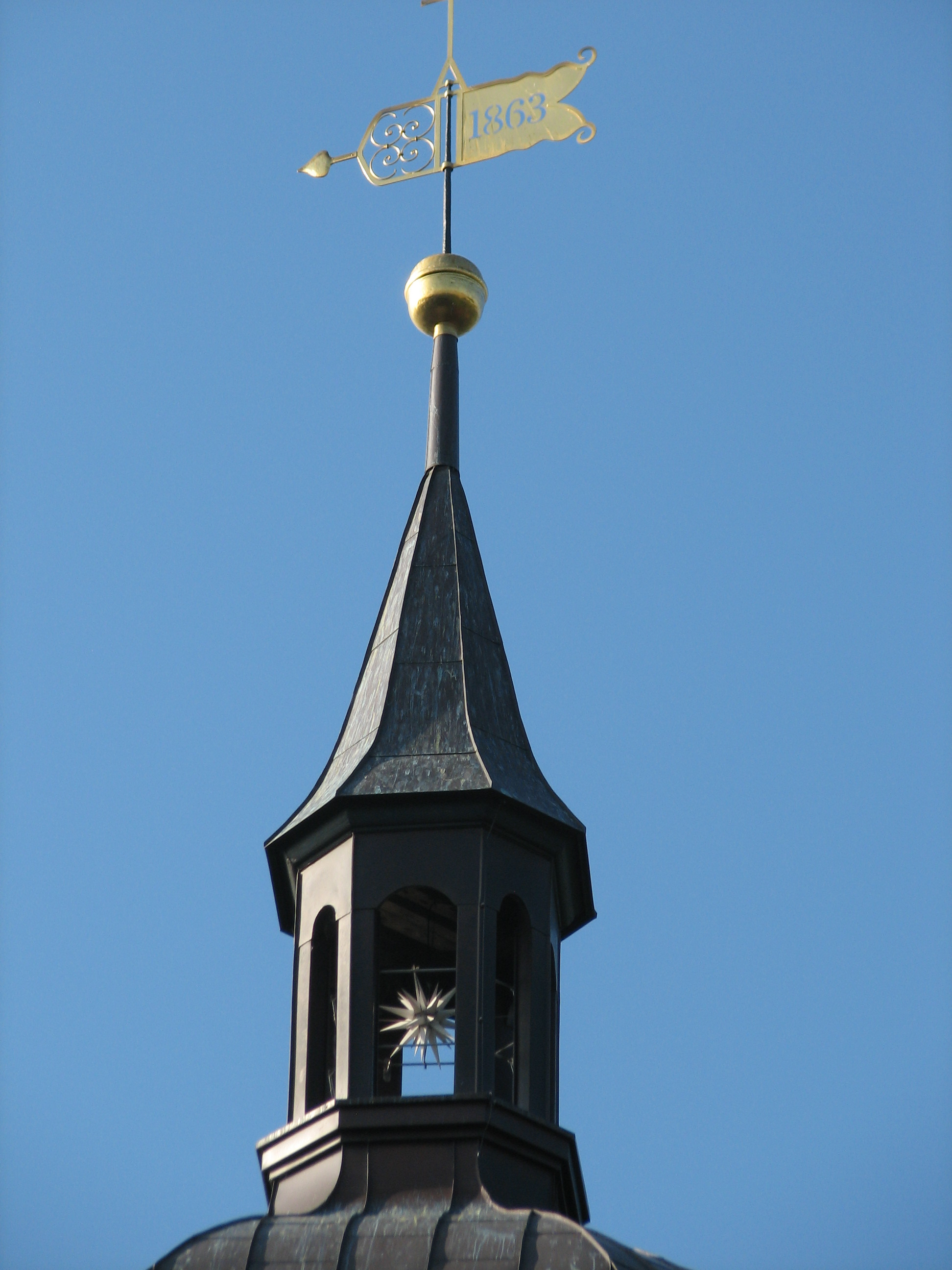
Turmlaterne, Turmknauf und Wetterfahne

Die St.-Pankratius-Kirche zu Engelsdorf ist ein Kirchengebäude der Evangelisch-Lutherischen Landeskirche Sachsens in Leipzigs Ortsteil Engelsdorf im Osten der Stadt.

## Entwicklung
Die Kirche wurde um 1170 auf einem Hügel am Ortsrand erbaut. Aus dieser Zeit stammen die viereckigen Untergeschosse des romanischen Chorturms. 1832 wurde das baufällige Kirchenschiff abgerissen und ein neues im klassizistischen Stil und mit dreiseitiger Empore errichtet, das außen mit Pilastern gegliedert wurde. Auf den viereckigen Kirchturm wurde 1863 ein höherer, nunmehr achteckiger Turmabschnitt aufgesetzt.
Zu den Besonderheiten der Kirche gehört ihr Glockenstuhl: Da es Zweifel gab, ob das historische Turm-Mauerwerk die Schwingungen der Glocken bewältigen kann, baute man im Inneren des Turmes ab Erdbodenhöhe einen freistehenden, nicht mit dem Turm verbundenen Glockenstuhl aus Eiche.
Die Kirche zu Engelsdorf trägt den Namen St. Pankratius nachweisbar seit 1520. Im Kontraktenbuch im Leipziger Ratsarchiv findet sich auf einer Urkunde der Eintrag: „Mathias Schulz ist der St. Pankratius Kirche zu Engelsdorf 61 Gulden 7 Groschen schuldig“.
Die Kirche und der rund 800 Jahre alte Kirchturm wurden in jüngster Zeit umfangreich rekonstruiert: so wurden etwa im Turm neue Treppen und Turmfenster eingebaut, Balkenköpfe erneuert, Dielen verlegt und Risse im Turm verpresst. Zum Gemeindefest am 10. Juli 2005 wurde die Turm-Uhr der abgerissenen Leipziger Markuskirche mit Stunden- und mit Viertelstundenschlag in Betrieb genommen. Zugleich wurden die beiden fehlenden Zifferblätter an Ost- und West-Seite des Turmes ergänzt, so dass die Uhrzeit an allen vier Turmseiten zu sehen ist.
Ursprünglich war am Turm eine Apsis angebaut – ihr Grundriss wurde 2005 durch eine Pflasterung markiert.

## Kirchgemeinde
Die Kirche Engelsdorf, die Kirche Sommerfeld und die Kirche Hirschfeld bilden die Evangelisch-Lutherische Kirchgemeinde Engelsdorf-Sommerfeld-Hirschfeld.
Pfarrer
- 1540: Franz Hofmann
- 1546: Thomas Berger
- 1551: Johann Riedel
- 1559: Paul Menzel
- 1574: Philipp Hiltebrandt
- 1616: Georg Bernstein
- 1663: Paul Gerbis
- 1687: Johann Adam Stör
- 1731: Johann Gottfried Stör
- 1747: Johann Christian Uticke
- 1791: Kempfe, Leopold Gotthelf Friedrich
- 1794: Christian August Schmid,
- 1839: Christian Karl Wagenknecht
- 1852: Christian Friedrich Oertel
- 1872: Karl Friedrich Otto Just
- 1885: Ernst Wilhelm Mättig
- 1916: Otto Urban Hager
- 1936: Gustav Adolf Martin Philipp
- 1953: Johannes Paul
- 1969: Wilfried Lippold[5]
- 1999: Johannes Ulbricht[6]
- 2019: Reinhard Junghans (Vakanzvertreter)[7]
- 2020: Christian Wedow (Vakanzvertreter)[8]

## Orgel
Die heutige Orgel schuf im Jahr 1924 der Orgelbaumeister Alfred Schmeisser aus Rochlitz. Sie wurde im Jahr 2017 vom Orgelbauer Gerd-Christian Bochmann aus Kohren-Sahlis grundlegend überarbeitet und restauriert. Das Instrument hat pneumatische Kegelladen, verfügt über 12 Register auf zwei Manualen und Pedal und hat (Stand 2018) folgende Disposition:
| I Hauptwerk C–f3 |               |     |
| 1.               | Bordun        | 16′ |
| 2.               | Prinzipal     | 8′  |
| 3.               | Hohlflöte     | 8′  |
| 4.               | Oktave        | 4′  |
| 5.               | Gedacktpommer | 4′  |
| 6.               | Oktave        | 2′  |

| II Oberwerk C–f3 |           |    |
| 7.               | Gedackt   | 8′ |
| 8.               | Aeoline   | 8′ |
| 9.               | Gemshorn  | 4′ |
| 10.              | Zimbel II |    |

| Pedal C–d1 |              |     |
| 11.        | Subbaß       | 16′ |
| 12.        | Prinzipalbaß | 8′  |

- Koppeln: II/I, I/P, II/P
  - Suboktavkoppeln: II/I
  - Superoktavkoppeln: I/I, II/I
- Spielhilfen: Feste Kombinationen P, F, FF, Kalkantenklingel

## Glocken
Das Geläut besteht aus drei Glocken aus Bronze: eine Glocke aus dem Jahr 1878 mit dem Ton h1 -3, gegossen von Carl Louis Hermann Große in Dresden sowie zwei Glocken mit den Tönen e1 -2 und gis1 -4 aus dem Jahr 2010, gegossen von Peter Grassmayr in Innsbruck.
Am Pfingstmontag 2010 wurden die beiden neuen Glocken aus Innsbruck in Engelsdorf geweiht und am 1. Juni 2010 in den Turm gehoben. Sie erklangen erstmals beim Gottesdienst am 20. Juni.